# جين براينت كوين
جين براينت كوين (بالإنجليزية: Jane Bryant Quinn)‏ هي صحفية أمريكية، ولدت في 5 فبراير 1939.

## وصلات خارجية
- جين براينت كوين على موقع إن إن دي بي (الإنجليزية)